# Olympische Jugend-Winterspiele 2012/Teilnehmer (Luxemburg)
| Gelbes Symbol für Goldmedaillen mit stilisierten Olympischen Ringen | Graues Symbol für Silbermedaillen mit stilisierten Olympischen Ringen | Braundes Symbol für Bronzemedaillen mit stilisierten Olympischen Ringen |
| ------------------------------------------------------------------- | --------------------------------------------------------------------- | ----------------------------------------------------------------------- |
| —                                                                   | —                                                                     | —                                                                       |

Luxemburg nahm an den Olympischen Jugend-Winterspielen 2012 in Innsbruck mit einer Athletin in einer Sportart teil.

## Sportarten

### Ski Alpin
| Athleten           | Wettbewerb   | Durchgang 1 | Durchgang 2 | Gesamt      | Gesamt |
| Athleten           | Wettbewerb   | Zeit        | Zeit        | Zeit        | Rang   |
| ------------------ | ------------ | ----------- | ----------- | ----------- | ------ |
| Jungen             |              |             |             |             |        |
| Catherine Elvinger | Riesenslalom | 1:03,44 min | 1:04,16 min | 2:07,60 min | 29     |
| Catherine Elvinger | Slalom       | 48,25 s     | 44,73 s     | 1:32,98 min | 18     |